# Рибонуклеопротеїни
Рибонуклеопротеїни, також рибонуклеопротеїди — велика й різноманітна група складних білків, які утворюють комплекси з рибонуклеїновими кислотами. Такі білки можуть мати структурну функцію, зокрема в рибосомах, а також взаємодіяти з РНК для виконання специфічних функцій її захисту, модифікації чи деградації. Рибонуклеопротеїни мають спеціальні РНК-зв'язувальні домени.
Основними класами рибонуклеопротеїнів є рибосомні білки та мяРНК-зв'язувальні білки, що задіяні в сплайсингу як елементи сплайсосоми. Інші рибонуклеопротеїни задіяні в транспорті мРНК (білки інформосоми), деградації РНК (білки екзосоми), РНК-інтерференції, редагуванні РНК тощо.
До рибонуклеопротеїнів належать такі важливі білки як теломераза, праймаза та інші. Рибонуклеопротеїнами є вірусні частки багатьох РНК-вмісних вірусів/

## Взаємодія між білком та РНК
РНК-зв'язувальні домени в різних групах рибонуклеопротеїнів мають різну структуру та послідовності. Проте головною властивістю всіх таких доменів є наявність позитивно заряджених амінокислотних залишків, що взаємодіють з фосфорними залишками РНК.

## Основні групи
- Рибосомні білки
- мяРНП
- Аргонавти
- Теломераза
- PIWI-білки
- Аденозин-дезамінази РНК
- Вірусні рибонуклеопротеїни[2]

## Функції
Рибонуклеопротеїни задіяні в багатьох важливих процесах у клітині, зокрема:
- Сплайсинг
- Трансляція на рибосомах
- Транспорт РНК
- Деградація РНК за допомогою екзосом
- Редагування РНК
- РНК-інтерференція
- Ініціація реплікації ДНК
- Подовження теломер